# Золоті руки
«Золоті руки» —  короткометражний документально-ігровий фільм про народну творчість, створений на Київській кіностудії ім. О.П.Довженка в 1960 році. Режисери: Сергій Параджанов, Олексій Панкратьєв, Олександр Николенко.

## Зміст
Фільм розповідає про діяльність українських народних майстрів, які створюють справжні шедеври культури: і глечики, і тканини з різноманітними орнаментами, кожен із яких характерний для свого регіону, і розписні ложки з тарілками, і безліч інших виробів, що вражають своєю красою та самобутністю.
У фільмі брали участь майстри народного мистецтва: Катерина Білокур, Дмитро Головко, Омелян Железняк, Григорій Кирячок, Віра Клименко, Мечислав Павловський, Анастасія Пошивайло, Олександра Селюченко, Марфа Тимченко, Павлина Цвілик та ін.

## У ролях
- М. Кіндзерський — Юрій Шкрібляк
- І. Кононенко — Старий Гончар
- Толя Зайцев, І. Благодаров — Іван Гончар
- Е. Шаховський — Дід
- І. Маркевич — Жандарм

## Творча група
- Автор сценарію: Іван Корнієнко
- Режисери: Сергій Параджанов, Олексій Панкратьєв, Олександр Николенко
- Оператор: Олексій Панкратьєв
- Художники-постановники: Михайло Раковський, Георгій Лукашов, Б. Федоренко
- Консультант: Василь Нагай
- Музичне оформлення Г. Гембера
- Звукооператор: Георгій Салов
- Грим М. Блажевича
- Редактор: Григорій Зельдович
- Директор фільму: Павло Нечес